# Лучињано д'Арбја (Сијена)
Лучињано д'Арбја је насеље у Италији у округу Сијена, региону Тоскана.
Према процени из 2011. у насељу је живело 127 становника. Насеље се налази на надморској висини од 184 м.